# Погибший за Францию
Mort pour la France (букв. «Погибший за Францию») — французский юридический термин, почесть гражданину, погибшему во время войны.

## Применение
Термин определён в статьях L.488-L.492 (bis) кодекса Code des pensions militaires d’invalidité et des victimes de guerre (Кодекс о военных пенсиях по инвалидности и о погибших на войне) и применяется к военнослужащим, погибшим в бою, от ран или болезни во время Первой и Второй мировых войн, Первой индокитайской войны, войн за независимость Алжира, Марокко и Туниса, и к гражданским лицам, убитым во время этих войн. Почесть оказывается как французским гражданам, так и добровольцам иных государств.
Оказанная почесть в виде слов Mort pour la France фиксируется в свидетельстве о смерти.
Почесть может оказываться:
- министром, к ведению которого относятся ветераны и жертвы войны;
- министром, к ведению которого относится торговый флот;
- государственным министром, к ведению которого относится национальная оборона.

В случаях, если погибший за Францию был
- военнослужащим французских наземных или морских сил и погиб в Первую мировую войну,
- военнослужащим французских наземных, морских или воздушных сил, или членом Свободных французских сил (FFL), движения «Свободная Франция» (FFC), Внутренних французских сил[англ.] (FFI) или Сопротивления и погиб во Вторую мировую войну,

его семье передавался почётный диплом «Aux morts de la grande guerre, la patrie reconnaissante» (Погибшим в великой войне — благодарное отечество).
Диплом выдаётся министром, к ведению которого относятся ветераны и жертвы войны.

## Аналогичные почести
- Mort en déportation (букв. «Погибший при депортации») — почесть гражданину, погибшему при депортации во время Второй мировой войны. Учреждена 15 мая 1985 года.
- Mort pour le service de la Nation (букв. «Погибший за службу Нации») — почесть гражданину, погибшему в мирное время (как правило, вследствие теракта). Учреждена 28 ноября 2012 года с обратной силой с 1 января 2002 года.